# Cantonul Hazebrouck-Nord
Cantonul Hazebrouck-Nord este un canton din arondismentul Dunkerque, departamentul Nord, regiunea Nord-Pas-de-Calais, Franța.

## Comune
- Blaringem (Blaringhem)
- Ebblingem (Ebblinghem)
- Hazebroek (Hazebrouck) (parțial, reședință)
- Hondegem (Hondeghem)
- Kaaster (Caëstre)
- Linde (Lynde)
- Ruisscheure (Renescure)
- Stapel (Staple)
- Waalskappel (Wallon-Cappel)
- Zerkel (Sercus)